# Knut Tielking

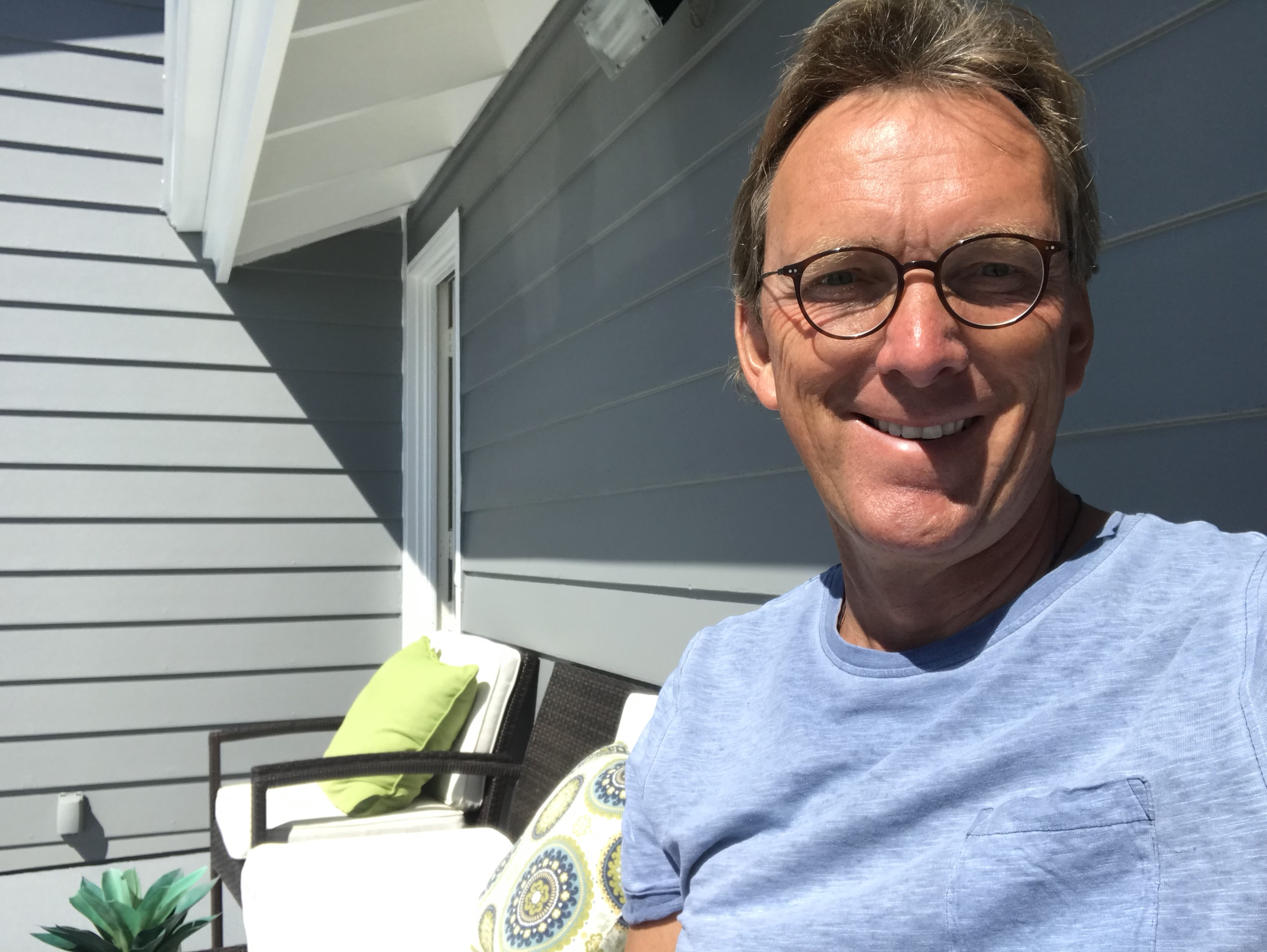
Knut Tielking

Knut Tielking (* 13. Januar 1967 in Bramsche) ist ein deutscher Sozial- und Gesundheitswissenschaftler sowie Hochschullehrer.

## Leben
Das Abitur absolvierte Tielking 1986 an dem Niedersächsischen Internatsgymnasium in Bad Bederkesa. Über eine Ausbildung als Gärtner (1986–1987, abgebrochen), Erfahrungen als Sanitäter (1988) und als Au-pair in San Francisco schloss er 1991 erfolgreich eine Ausbildung zum Bankkaufmann ab. An der Carl von Ossietzky Universität Oldenburg studierte er Diplom-Handelslehramt für Berufsbildende Schulen mit den Fächern Wirtschaftswissenschaften, Politik sowie Berufs- und Wirtschaftspädagogik (1995 Abschluss zum Diplom-Handelslehrer). Danach folgte das Referendariat am Studienseminar Stade und der Johann-Heinrich-von-Thünen-Schule in Bremervörde. Von dort wechselte er im Dezember 1996 als wissenschaftlicher Mitarbeiter in die Arbeitsstelle „Sucht- und Drogenforschung (SAUS)“ im Fachbereich Sozialwissenschaften an die Carl von Ossietzky Universität Oldenburg. Hier promovierte Tielking 2000 zum Dr. rer. pol. mit dem Thema Optimierung der Rehabilitation von Alkoholabhängigen und habilitierte 2005 zum phil. habil. mit dem Thema Gesundheitsmanagement als pädagogisches Handlungsfeld im Fachbereich Erziehungswissenschaften.
Seit 1996 bearbeitete Tielking diverse Forschungsprojekte in Arbeitsfeldern der Sucht- und Drogenforschung sowie dem Gesundheitsmanagement und der Gesundheitsförderung. 2001 war er Mitbegründer der nach niedersächsischem Hochschulgesetz (NHG) anerkannten Arbeitsgruppe Devianz, gründete 2003 das Institut Gesundheitsmanagement (IGema) an der Carl von Ossietzky Universität Oldenburg und 2009 das ebenfalls nach NHG anerkannte In-Institut Selbsthilfe- und Patientenakademie (SPA) an der Hochschule Emden/Leer. 2005 wechselte Tielking als Lektor für Gesundheits- und Pflegemanagement an die Universität Bremen, Fachbereich Human- und Gesundheitswissenschaften und 2007 auf eine Verwaltungsprofessur Versorgungsforschung an die Fachhochschule Oldenburg/Ostfriesland/Wilhelmshaven (FH OOW). Seit 2010 ist er Professor für Soziale Arbeit an der Hochschule Emden/Leer im Fachbereich Soziale Arbeit und Gesundheit in Emden. Von 2016 bis 2019 war er Mitglied in der kollektiven Fachbereichsleitung. Er ist Mitglied der Leitung des Promotionskollegs mit der Universität Vechta „Soziale Arbeit: Devianz und Soziale Kohäsion“.
International war Tielking von 1994 bis 2009 jährlich einmal an der Babes-Bolyai-University Cluj-Napoca in Rumänien als Gastprofessor (Associated Professor) und 2013/2014 als Adjunct-Professor an der San Diego State University (SDSU)/USA tätig. Seit 2013 ist er Mitglied im Center for Alcohol & Drug Studies & Services an der SDSU. Es folgten weitere Gastaufenthalte an ausländischen Universitäten, wiederum an der SDSU (zuletzt 2019) und an der Southern Cross University/Australien.

## Forschung und Lehre
Seine Forschungsschwerpunkte liegen in der (Sucht-)Präventionsforschung und Gesundheitsförderung über die gesamte Lebensspanne. Aus Forschungsarbeiten in Bundes- und Landesmodellprojekten sowie Projekten mit Kommunen und Rentenversicherungsträgern wurden Ergebnisse in die Regelversorgung übernommen wie z. B. „Kombi-Nord“, „Streetwork und Case-Management für Menschen mit Suchtproblemen und Migrationshintergrund“, das „Emder Vergütungsmodell im Ambulant Betreuten Wohnen“ und „Kommunale Suchtprävention“.

## Schriften
- Partizipation, Teilhabe und Gesundheit. In: Haring, Robin (Hrsg.): Gesundheitswissenschaften. Reihe Springer Reference Medizin & Pflege – Therapie – Gesundheit. Springer Verlag, Berlin/Heidelberg 2018, ISBN 978-3-662-58314-2, S. 1–9.
- mit Henning Fietz.: Gesundheitsmonitoring als Instrument im Kanon partizipativer Elemente eines Betrieblichen Gesundheitsmanagements. Ergebnisse einer Evaluation der Polizeiarbeit in Niedersachsen. In: Pfannstiel, Mario A., Mehlich, Harald (Hrsg.): Betriebliches Gesundheitsmanagement (Band II). Konzepte, Maßnahmen, Evaluation. Springer Verlag, Berlin/Heidelberg 2018, ISBN 978-3-658-22738-8, S. 589–609.
- mit Meike Haefker: Altern – Gesundheit – Partizipation. Alternative Wohn- und Versorgungsform im Fokus des demografischen Wandels. Springer VS Verlag, Wiesbaden 2017, ISBN 978-3-658-16801-8.
- mit Elke Rühle: Erwerbslosigkeit und Gesundheit. Das Gesundheitsförderungsprogramm des Zentrums für Arbeit/Jobcenter des Landkreises Leer. Springer VS Verlag. Wiesbaden 2016, ISBN 978-3-658-12087-0.
- „Sucht und Teilhabe“ – Eine Expertise für Niedersachsen. Eine Zusammenschau von und Empfehlungen zu teilhabefördernden Aktivitäten mit dem Schwerpunkt „Sucht und Arbeit“ sowie Eingliederungshilfen in Niedersachsen. Emden/Hannover 2015. (online)
- Betriebliche Suchtprävention im Fokus des `homo oeconomicus´. In: Bernhard Badura, Antje Ducki, Helmut Schröder, Joachim Klose, Markus Meyer (Hrsg.): Fehlzeiten-Report 2013. Berlin/Heidelberg/New York 2013, ISBN 978-3-642-37117-2, S. 125–134.
- mit Svenja Korte, Kerstin Ratzke, Wolf-Dieter Scholz: Modulare Kombinationsbehandlung – Ergebnisse der wissenschaftlichen Begleitforschung im regionalen Therapieverbund der Lukas Werk Suchthilfe gGmbH und ihrer externen Kooperationspartner. Oldenburg 2008, ISBN 978-3-8142-2115-1.
- mit Nadja Srur, Rolf Meinhardt: Streetwork und Case Management in der Suchthilfe für Aussiedlerjugendliche. Oldenburg 2005, ISBN 3-8142-0950-8.
- mit Kerstin Ratzke (Hrsg.): Standards für Verbundarbeit in der Suchtkrankenhilfe – Abschlussbericht zur flächendeckenden Umsetzung des Modellprojekts „Alkoholentwöhnung im Verbundsystem“ (EVS) – Teil II. Oldenburg 2004, ISBN 3-8142-0916-8.
- mit Wolf-Dieter Scholz: Drogen(politik)/Suchthilfe. Niedersächsische Landeszentrale für politische Bildung (Hrsg.): Niedersachsen-Lexikon. Opladen 2004, ISBN 978-3-531-14403-0, S. 76–78.
- mit Susanne Becker, Heino Stöver: Entwicklung gesundheitsfördernder Angebote im Justizvollzug – Eine Untersuchung zur gesundheitlichen Lage von Inhaftierten der Justizvollzugsanstalt Oldenburg. Oldenburg 2003, ISBN 3-8142-0885-4.
- mit Gabriele Kuß (Hrsg.): Vernetzung von Behandlungsangeboten in der Rehabilitation Alkoholabhängiger – Abschlussbericht zum Modellprojekt Alkoholentwöhnung im Verbundsystem (EVS). Oldenburg 2003, ISBN 3-8142-0862-5.
- mit Rüdiger Meyenberg: Neue Wege in der Rehabilitation Alkoholabhängiger. Oldenburg 1999, ISBN 3-8142-0698-3.
- Darstellung von Konzepten der politischen Bildung und deren kritisch-historische Würdigung. Oldenburg 1998, ISBN 3-8142-0606-1.